# Crkva sv. Nikole u Rijeci
Crkva sv. Nikole (tal. Chiesa dei Greci Ortodossi – "Crkva pravoslavnih Grka") jest pravoslavna crkva u Rijeci smještena u Ulici Ignazija Henckea. Pripada Eparhiji gornjokarlovačkoj unutar Srpske pravoslavne crkve.

## Povijest
Pravoslavna crkva svetog Nikole sagrađena je 1790. po projektu riječkog arhitekta Ignazija Henckea sredstvima imućne srpske trgovačke zajednice. Poput pravoslavnih trgovaca u Trstu, Srbi su se koristili carskim privilegijama u pogledu slobodnog obavljanja pravoslavnog obreda u vlastitim crkvama. Pravoslavna crkva svetog Nikole izvedena je prema tipskom projektu kontinentalnog baroka. Njezinu posebnost čine trgovine izgrađene sjeverno na crkvenom zemljištu, a južno je 1804. podignuta zgrada parohije.
Prema lokalnoj legendi, izgradnji crkve u središtu Rijeke protivile su se gradske vlasti, a guverner je, stojeći ispred Gradskog tornja, bacio kamen u more i ironično predložio da se crkva gradi upravo tu. Prema istom predanju, srpski trgovci potom su nasuli obalu i na tome mjestu sagradili crkvu. Prema historiografiji, na temelju projekta arhitekta Antona Gnamba taj dio Rijeke izgrađen je na nasutom zemljištu dobivenom od mora.

## Vanjske poveznice
|  | Zajednički poslužitelj ima još gradiva o temi Crkva sv. Nikole u Rijeci |

- Službene stranice Grada Rijeke